# 모름

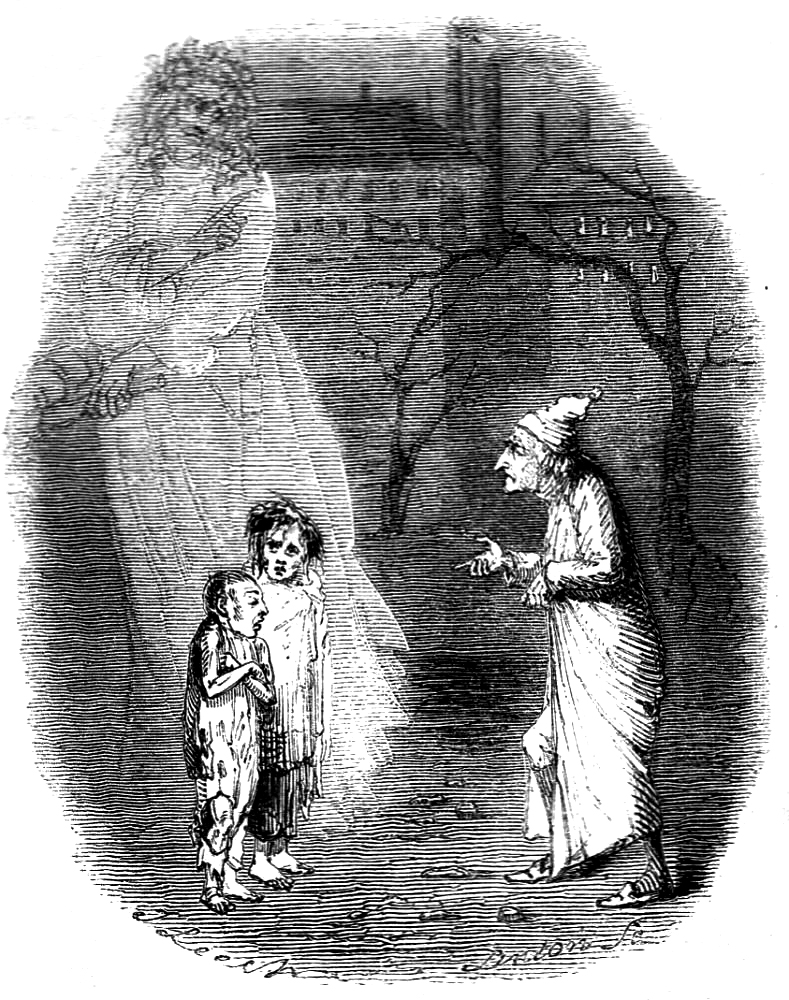

모른다는 것은 어떤 것을 알지 못하거나 이해하지 못하는 것을 의미하며, 그에 관한 지식이 없다는 뜻이다. 이는 무지(無知, ignorance)라고도 한다.

## 무지의 지
무지의 지(無知의 知)는 소크라테스의 철학을 특징짓는 유명한 말로, 소위 철학자나 현자들이 '알았다'고 생각하는 정도의 지(知)는 유일한 절대 지(絶對知)의 존재인 신(神)에 비하면 그 지의 수준이 무(無)에 가깝다는 것, 즉 인간의 무지함을 인간 본인이 알아차리는 것을 의미하는 말이다.

## 같이 보기
- 앎